# ベルンハルト・アインシュタイン

ベルンハルト・ツェーザー・アインシュタイン（Bernhard Caesar Einstein、1930年7月10日 - 2008年9月30日）は、スイス系アメリカ人の工学者である。ハンス・アルベルト・アインシュタインの息子であり、アルベルト・アインシュタインの孫に当たる。英語風にバーナード・シーザー・アインスタイン(Bernard Caesar Einstein)とも名乗った。
カリフォルニア大学バークレー校とチューリッヒ工科大学で学んだ後、テキサス・インスツルメンツやリットン・インダストリーズなどでエンジニアとして働き、電子機器に関する数多くの特許を取得した。

## 若年期
ベルンハルトの両親はハンス・アルベルト・アインシュタインとフリーダ・アインシュタイン（旧姓：クネヒト）で、1927年にスイスで結婚した。ベルンハルトは、1930年7月10日、父ハンスが橋の建設プロジェクトに携わってドイツのドルトムントに滞在している時に生まれた。アルベルト・アインシュタインの3人の孫は、いずれもハンスの子であるが、ベルンハルト以外の2人は幼少期に亡くなっている。
ベルンハルトは、幼少期をスイスで過ごした。祖父のアルベルト・アインシュタインは、ナチス・ドイツの台頭を非常に心配しており、息子ハンスに、自身が1933年に渡米したように、アメリカに移住することを勧めた。ハンスはこのアドバイスを受け入れ、ベルンハルトが8歳のときに一家で渡米した。当初はサウスカロライナ州グリーンビルに住み、父はアメリカ陸軍工兵隊の土木技師となった。その後、父ハンスはカリフォルニア工科大学の教授となり、ベルンハルトはパサデナとバークレーで10代を過ごした。
ベルンハルトは、2歳のときに祖父のアルベルトに初めて会った。少年時代には、アルベルトと一緒に過ごすためにニュージャージー州やニューヨーク州北部のサラナク湖まで一人で旅をしていた。

## 教育とキャリア
ベルンハルトは、高校時代はもちろん、カリフォルニア大学バークレー校での最初の2年間も真面目に勉強していなかった。カリフォルニア大学では、ドイツ語だけが得意だった。1954年にアメリカ陸軍に入隊し、カリフォルニア州モントレー近郊のフォートオードで基礎訓練を受けた。南ドイツに配属され、そこで最初の妻であるドリス・オード・アッシャーと出会い、1954年に結婚した。除隊後は、チューリッヒのスイス連邦工科大学(ETH)に出願し、入学を許可された。ベルンハルトは、祖父や父と同じく、ETHで物理学を学んだ。
ETHで学位を取得した後、アメリカに戻り、テキサス州ダラスのテキサス・インスツルメンツでエンジニアとして働いた。
その後、カリフォルニア州に移り、サンフランシスコ・ベイエリアにあるリットン・インダストリーズに勤務した。ベルンハルトの専門分野は電子管技術、特に暗視用の光増幅装置であった。リットン社に勤務していた時に、光増幅技術に関する4つの米国特許を出願・取得している。1974年、ベルンハルトはスイスに戻り、トゥーンにあるスイス陸軍研究所でレーザー技術を研究し、さらに米国特許を取得した。

## 私生活
1954年、ベルンハルトはドリス・オード・アッシャー（Doris Aude Ascher、1930年生）と結婚し、5人の子供をもうけた。